# Laguna La Sarca
La laguna La Sarca es una laguna amazónica boliviana, ubicada en el departamento del Beni, a una altitud de 136 m s. n. m. Se caracteriza por tener varios brazos que se adentran en la espesa selva, además se encuentra a unos 4 kilómetros del río Mamoré el más importante de Bolivia. Tiene unas dimensiones de 15 km de largo por 4 km de ancho y una superficie aproximada de 26 km². 
Se caracteriza por tener aguas claras sin sedimentos.